# Super Aguri SA05
El Super Aguri SA05 fue el coche con el que Super Aguri participó en la temporada 2006 de Fórmula 1. El SA05 es el monoplaza que usó el equipo Arrows en el año 2002 (Arrows A23) antes de quebrar a mitad de temporada, lógicamente modificado por el personal de Super Aguri en la vieja factoría de Arrows en Leafield (Reino Unido) para cumplir el reglamento de la FIA. Esto fue una medida provisional hasta que fuera presentado el SA06.

## Temporada 2006 de Fórmula 1
La temporada comenzó en Baréin con Takuma Satō y Yuji Ide cerrando la parrilla en la clasificatoria. El SA05 fue, claramente, el peor coche de la parrilla; y sufrió incontables averías. Por si fuera poco, Ide se quedó sin superlicencia de Fórmula 1 por los problemas que causó en las cuatro carreras en las que participó. Aguri Suzuki le sustituyó por el hasta entonces probador de Renault, el francés Franck Montagny. A pesar de ser un piloto menos conflictivo, tampoco logró buenos resultados. Finalmente, después de once durísimas carreras para todo el personal de Super Aguri con un material muy desfasado y justo antes del Gran Premio de Alemania; llegó el esperado SA06, con el que el equipo pretendía dar un salto de calidad.

## Resultados

### Fórmula 1
(Clave) (negrita indica pole position) (cursiva indica vuelta rápida)

| Año     | Motor            | Neu. | N.º | Pilotos         | 1   | 2   | 3   | 4   | 5   | 6   | 7   | 8   | 9   | 10  | 11  | 12  | 13  | 14  | 15  | 16  | 17  | 18  | Puntos | Pos. |
| ------- | ---------------- | ---- | --- | --------------- | --- | --- | --- | --- | --- | --- | --- | --- | --- | --- | --- | --- | --- | --- | --- | --- | --- | --- | ------ | ---- |
| 2006    | Honda RA806-E V8 | B    |     |                 | BHR | MYS | AUS | SMR | EUR | ESP | MON | GBR | CAN | USA | FRA | GER | HUN | TUR | ITA | CHN | JPN | BRA | 0      | NC   |
| 2006    | Honda RA806-E V8 | B    | 22  | Takuma Satō     | 18  | 14  | 12  | Ret | Ret | 17  | Ret | 17  | 15  | Ret | Ret |     |     |     |     |     |     |     | 0      | NC   |
| 2006    | Honda RA806-E V8 | B    | 23  | Yuji Ide        | Ret | Ret | 13  | Ret |     |     |     |     |     |     |     |     |     |     |     |     |     |     | 0      | NC   |
| 2006    | Honda RA806-E V8 | B    | 23  | Franck Montagny |     |     |     |     | Ret | Ret | 16  | 18  | Ret | Ret | 16  |     |     |     |     |     |     |     | 0      | NC   |
| Fuente: |                  |      |     |                 |     |     |     |     |     |     |     |     |     |     |     |     |     |     |     |     |     |     |        |      |